# Innere Stadt (Graz)
Innere Stadt ( [ˈɪnəʀə ʃtat] (ajuda·info)) é o primeiro distrito da cidade de Graz na Áustria, capital do estado federal de Styria.

## Edificações notáveis
- Grazer Schloßberg
- Murinsel
- Landeszeughaus
- Vereinigte Bühnen Graz
- Schauspielhaus
- Grazer Landhaus
- Joanneum
- Dom and Mausoleum
- Stadtpfarrkirche
- Franziskanerkirche
- Rathaus
- Burg
- Sporgasse
- Glockenspielplatz
- Herrengasse
- Hauptplatz